# TD Bank International Cycling Championship de 2012
A 28º edição da competição ciclista Philadelphia International, este ano novamente denominado TD Bank International Cycling Championship, disputou-se no domingo de 3 de junho de 2012.
O percurso foi de três circuitos urbanos dentro de Filadélfia. Primeiro realizaram-se três voltas a um circuito de 2,5 km; depois sete voltas a um de 23,6 km para finalizar num de 5,4 km ao que se lhe deram cinco voltas. A distância total nesta edição foi recortada. Dos tradicionais 250 km com que contava,  em 2012 a carreira foi de 200 km.
O único prêmio especial da prova, foi o Prêmio da montanha. O mesmo desenvolveu-se na cada passagem pelo Manayunk Wall durante o percurso do circuito maior.
A prova pertenceu ao UCI America Tour dos Circuitos Continentais da UCI, dentro da máxima categoria: 1.hc, outorgando pontos para dito campeonato e foi a 21.ª carreira de dita competição.
Venceu o russo Alexander Serebryakov da equipa Team Type 1-Sanofi, seguido de seu colega Aldo Ino Ilesic e em terceiro lugar chegou Fred Rodríguez do Team Exergy. A classificação da montanha também foi para um homem do Type 1-Sanofi, Kiel Reijnen

## Equipas participantes
Participaram 17 equipas, sendo quatro de categoria Profissional Continental, 12 de categoria Continental e a Selecção da Dinamarca. As esquadras estiveram integradas por oito ciclistas, excepto a Champion System, SpiderTech-C10, BMC-Hincapie Sportswear e Wonderful Pistachios que o fizeram com sete e a selecção dinamarquesa que o fez com seis.
| Equipas                             | Categoria                |
| ----------------------------------- | ------------------------ |
| Champion System Pro Cycling Team    | Profissional Continental |
| SpiderTech-C10                      | Profissional Continental |
| Team Type 1-Sanofi                  | Profissional Continental |
| UnitedHealthcare                    | Profissional Continental |
| Bissell Cycling                     | Continental              |
| BMC-Hincapie Sportswear Development | Continental              |
| Competitive Cyclist Racing Team     | Continental              |
| Ekoi.com-Gaspesien                  | Continental              |
| Jamis-Sutter Home                   | Continental              |
| Jelly Belly Cycling                 | Continental              |
| Kenda-5-Hour Energy                 | Continental              |
| Optum-Kelly Benefit Strategies      | Continental              |
| Team CykelCity                      | Continental              |
| Team Exergy                         | Continental              |
| Team Mountain Khakis-SmartStop      | Continental              |
| Wonderful Pistachios                | Continental              |
| Selecção da Dinamarca               |                          |

## Desenvolvimento
Apesar de uma série de ataques durante a primeira parte da carreira, nada significativo passou até que um grande grupo se separou do pelotão na terceira volta das sete que contou o circuito maior. Esta fuga de uns 30 corredores tiveram uma vantagem de 40 segundos sobre o pelotão no final da volta. A cabeça de carreira contava com corredores de 12 das 17 equipas, incluindo seis do Optum-Kelly Benefit Strategies. Após esticar a vantagem a um minuto, a perseguição do pelotão reduziu a diferença a só 19 segundos ao final da quarta volta. Nos quatro primeiros ascensões ao Manayunk Wall, Kiel Reijnen da Team Type 1-Sanofi baseou a sua vitória no prêmio da montanha, obtendo pontos nessas quatro passagens. Depois de ser tomados, na quinta passagem pelo prêmio da montanha uma nova fuga mais pequena formou-se. Cinco ciclistas saíram ao ataque, incluindo a Thomas Rabou (Competitive Cyclist), Andrés Díaz Currais (Team Exergy), Clinton Avery (Champion System), Scott Zwizanski (Optum-Kelly Benefit Strategies) e Bobby Lee (Team CykelCity). Na penúltima volta do circuito maior a vantagem superou os três minutos, mas na cada um das duas últimas ascensões ao Manayunk Wall a fuga perdeu primeiro a Lee e depois a Zwizanski. Entraram às cinco voltas do circuito final Rabou, Avery e Díaz com uma vantagem de 2:10 sobre o pelotão, mas a perseguição encabeçada principalmente pelo Team Type 1-Sanofi e em última instância, pelo UnitedHealthcare deu caça aos fugidos a dois quilómetros da meta.
No sprint final destacaram-se os homens do Team Type 1-Sanofi, ocupando três dos quatro primeiros lugares. Serebryakov venceu no sprint seguido do seu colega Aldo Ino Ilesic sendo terceiro Fred Rodríguez.

## Classificação final
| Posição | Ciclista              | Equipa                         | Tempo           | Pontos UCI |
| ------- | --------------------- | ------------------------------ | --------------- | ---------- |
| 1º      | Alexander Serebryakov | Team Type 1-Sanofi             | 4 h 32 min 06 s | 100        |
| 2º      | Aldo Ino Ilesic       | Team Type 1-Sanofi             | m.t.            | 70         |
| 3º      | Fred Rodríguez        | Team Exergy                    | m.t.            | 40         |
| 4º      | Daniele Colli         | Team Type 1-Sanofi             | m.t.            | 30         |
| 5º      | John Murphy           | Kenda-5-Hour Energy            | m.t.            | 25         |
| 6º      | Alex Candelario       | Optum-Kelly Benefit Strategies | m.t.            | 20         |
| 7º      | Fernando Antogna      | Jamis-Sutter Home              | m.t.            | 15         |
| 8º      | Robert Förster        | UnitedHealthcare               | m.t.            | 10         |
| 9º      | Aaron Kemps           | Champion System                | m.t.            | 9          |
| 10º     | Luca Damiani          | Kenda-5-Hour Energy            | m.t.            | 8          |

| Posições desde o 11.º até 15.º | Posições desde o 11.º até 15.º | Posições desde o 11.º até 15.º | Posições desde o 11.º até 15.º | Posições desde o 11.º até 15.º | Posições desde o 11.º até 15.º |
| Posição                        | Ciclista                       | Equipa                         | Tempo                          | Pontos UCI                     |                                |
| ------------------------------ | ------------------------------ | ------------------------------ | ------------------------------ | ------------------------------ | ------------------------------ |
| 11º                            | Frank Pipp                     | Bissell Cycling                | m.t.                           | 7                              |                                |
| 12º                            | Andy Jacques-Maynes            | Kenda-5-Hour Energy            | m.t.                           | 6                              |                                |
| 13º                            | Eric Young                     | Bissell Cycling                | m.t.                           | 5                              |                                |
| 14º                            | Matthias Friedemann            | Champion System                | m.t.                           | 4                              |                                |
| 15º                            | Muhamad Adiq Othman            | Champion System                | m.t.                           | 3                              |                                |

- Nota: m.t. Mesmo tempo